# Omvalet i Västra Götaland 2011
Omvalet i Västra Götaland 2011 hölls söndagen den 15 maj 2011. 
Valet till Västra Götalands läns landsting den 19 september 2010 underkändes av Valprövningsnämnden på grund av de fel som hade begåtts i samband med valet. Av Valprövningsnämndens beslut framgick att 104 budröster godkänts felaktigt, att 51 förtidsröster inte räknats, att 3 väljare redan var avprickade när de skulle rösta och att 16 röster på Centerpartiet inte räknats. Dessutom saknades valsedlar i vissa vallokaler. 
Valprövningsnämnden bedömde att felen sannolikt medfört att Centerpartiet förlorat ett mandat, att felet inte gick att rätta till enkelt och att valet därför skulle göras om. Flera andra val överklagades  men med undantag för valet till kommunfullmäktige i Örebro avslogs dessa överklaganden. 
Hanteringen kring omvalet fick kritik, bland annat av Sören Holmberg för att det tog lång tid mellan valet och omvalet.

## Valresultat och följder av omvalet
| 10 | 52 | 8 | 6 | 11 | 14 | 12 | 36 |

| 82 | 67 |

| 9 | 47 | 11 | 7 | 7 | 8 | 12 | 9 | 39 |

| 81 | 68 |

| 9 | 52 | 12 | 9 | 9 | 11 | 9 | 38 |

Efter valet 2010 styrde Socialdemokraterna, Vänsterpartiet och Miljöpartiet i samverkan med Sjukvårdspartiet Västra Götaland i ett minoritetsstyre. I omvalet förlorade SVG sina mandat och partiledningen förklarade att de avsåg att lägga partiet "i malpåse" ett par år. Socialdemokraterna förhandlade med olika möjliga samarbetspartier tills de den 24 maj meddelade att Socialdemokraterna, Vänsterpartiet och Miljöpartiet fortsätter att styra regionen.